# Всеукраїнська наукова асоціація сходознавства
Всеукраїнська наукова асоціація сходознавства — громадська наукова організація. Створена 10 січня 1926 шляхом об'єднання Київського та Харківського товариств сходознавців. Згідно зі статутом, завдання організації полягали у вивченні країн і народів Сходу, підготовці досвідчених науковців, виданні наукової та просвітницької літератури, зміцненні наукових і культурних зв'язків з цими країнами. Мала політико-економічний та історико-етнологічний відділи, які поділялися на секції (економіки та політики радянського Сходу, економіки та політики зарубіжного Сходу, права східних країн, історії мов та літератур, мистецтва й археології). До її складу входили також спеціальні комісії: тюркологічна, семітологічна, українсько-турецьких відносин. Мала три філіали – Харківський, Київський, Одеський (ств. 8 березня 1926). На початку 1930-х рр. асоціація налічувала 193 дійсних членів. Впродовж 1926–29 вони виголосили 224 доповіді з актуальних питань сходознавства, відвідали з науковими цілями Туреччину, Нахічеванську Автономну СРР та Абхазьку Автономну СРР, Азербайджанську СРР, здійснили лінгвістичне дослідження мови греків Півд. України. За час існування ВУНАС провела два з'їзди в Харкові (травень 1927 та листопад 1929), що набули характеру всесоюзних. 1926–27 видавала "Бюлетень Всеукраїнської наукової асоціації сходознавства" (вийшло п'ять номерів), протягом 1927–31 друкувався періодичний орган організації – ж. "Східний Світ" (наприкінці 1930 – "Червоний Схід", загалом 12 номерів). Згідно з розпорядженням Наркомосу від 1 січня 1930, ВУНАС було реорганізовано і на її базі відкрито Український НДІ сходознавства.